# Elpídio Josué de Almeida
Elpídio Josué de Almeida (Areia, 1 de setembro de 1893 – Campina Grande, 26 de março de 1971) foi um médico, historiador e político brasileiro.

## Carreira
Formou-se em medicina, no Rio de Janeiro, em 1918. Em 1929 foi eleito conselheiro municipal, continuando sua profissão de médico.
Elegeu-se prefeito de Campina Grande para a gestão de 30 de outubro de 1947 a 30 de novembro de 1951, pela UDN. Foi deputado federal, e prefeito campinense novamente, de 30 de novembro de 1955 a 30 de novembro de 1959, quando então afastou-se da vida política.